# São Paulo Challenger 4 1989
Il São Paulo Challenger 4 1989 è stato un torneo di tennis facente parte della categoria ATP Challenger Series nell'ambito dell'ATP Challenger Series 1989. Il torneo si è giocato a San Paolo in Brasile dal 4 al 10 dicembre 1989 su campi in terra rossa.

## Vincitori

### Singolare
Sergio Cortés ha battuto in finale  Francisco Yunis con il punteggio di 6–4, 6–3

### Doppio
Luiz Mattar /  Cássio Motta hanno battuto in finale  Juan Antonio Pino Pérez /  Mario Tabares con il punteggio di 7–5, 6–2